# Siwalik

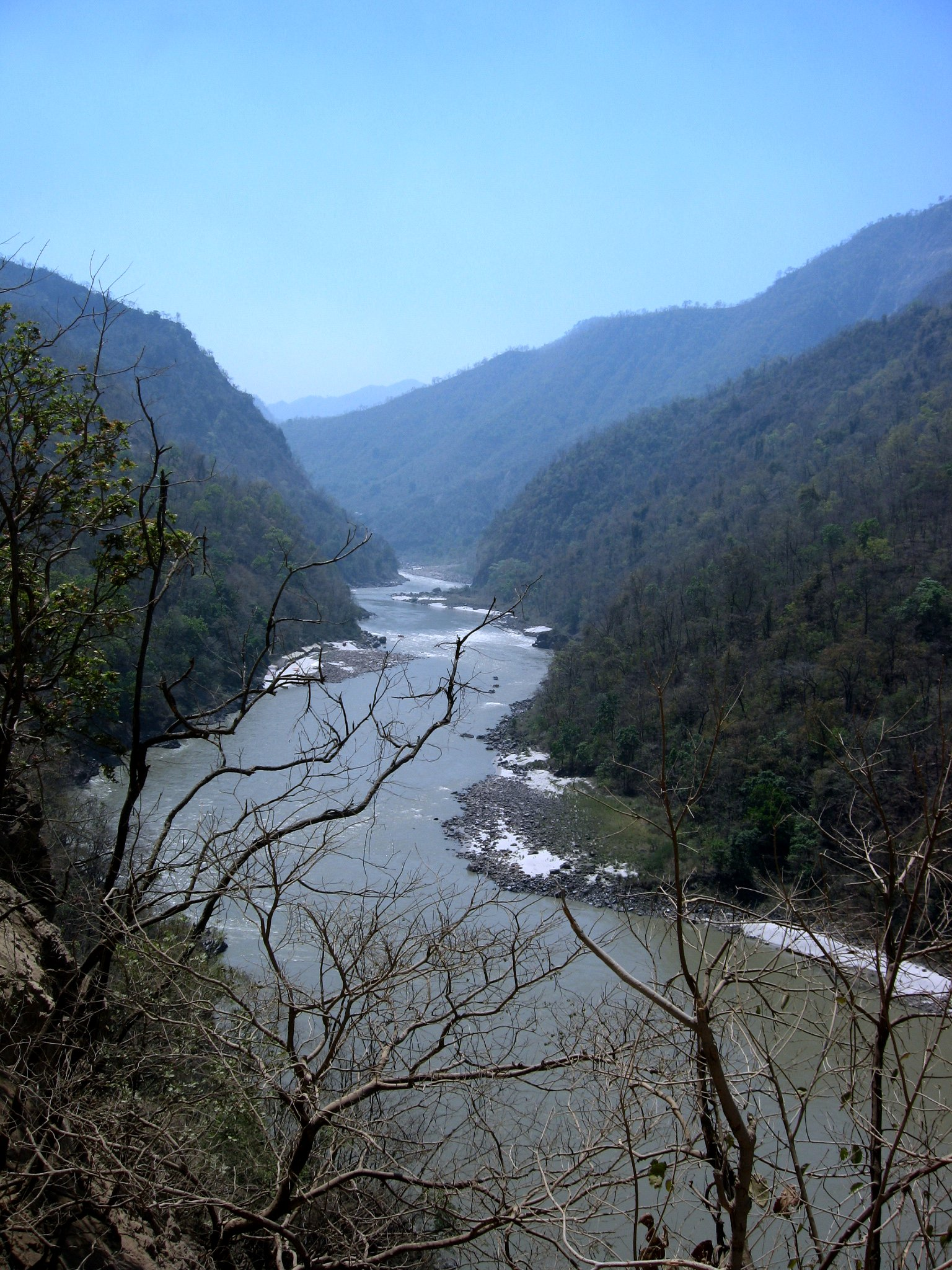
Ganges w górach Śiwalik

Siwalik, Śiwalik (hindi: शिवालिक, ang. Sivalik, Shivalik, Shiwalik, czasami nazywane Churia lub Chure Hills albo Himalajami Zewnętrznymi) – pasmo górskie wchodzące w skład Himalajów, geologicznie różniące się od Himalajów Wysokich i Himalajów Małych, wznoszące się do wysokości nieco ponad 2000 m n.p.m., średnio 900–1000 m n.p.m.
W odróżnieniu od pozostałej części Himalajów praktycznie w całości zbudowane są ze skał osadowych, poprzecinane dolinami rzek i szlakami komunikacyjnymi. Zbudowane są z piaskowców i zlepieńców, często słabo skonsolidowanych. W trakcie orogenezy alpejskiej, kiedy w dolnym miocenie w Himalajach doszło do powstania wielkich nasunięć płaszczowinowych, na przedpolu gór powstały serie osadów molasowych o znacznej miąższości. W plejstocenie, w końcowym etapie orogenezy alpejskiej, zostały one sfałdowane i wypiętrzone na znaczne wysokości.